# Rapariegos
Rapariegos ist ein Ort und eine Gemeinde (municipio) mit 194 Einwohnern (Stand: 2024) in der zentralspanischen Provinz Segovia in der Autonomen Region Kastilien-León. 

## Lage und Klima
Rapariegos liegt in der kastilischen Meseta in ca. 855 m Höhe ungefähr 49 Kilometer (Fahrtstrecke) nordwestlich der Provinzhauptstadt Segovia. Das Klima ist gemäßigt bis warm; Regen (ca. 447 mm/Jahr) fällt mit Ausnahme der trockenen Sommermonate übers Jahr verteilt.

## Bevölkerungsentwicklung
| Jahr      | 1970 | 1981 | 1991 | 2001 | 2011 | 2021 |
| Einwohner | 411  | 315  | 325  | 263  | 230  | 202  |

## Sehenswürdigkeiten
- Konvent der Unbefleckten Empfängnis
- Peterskirche

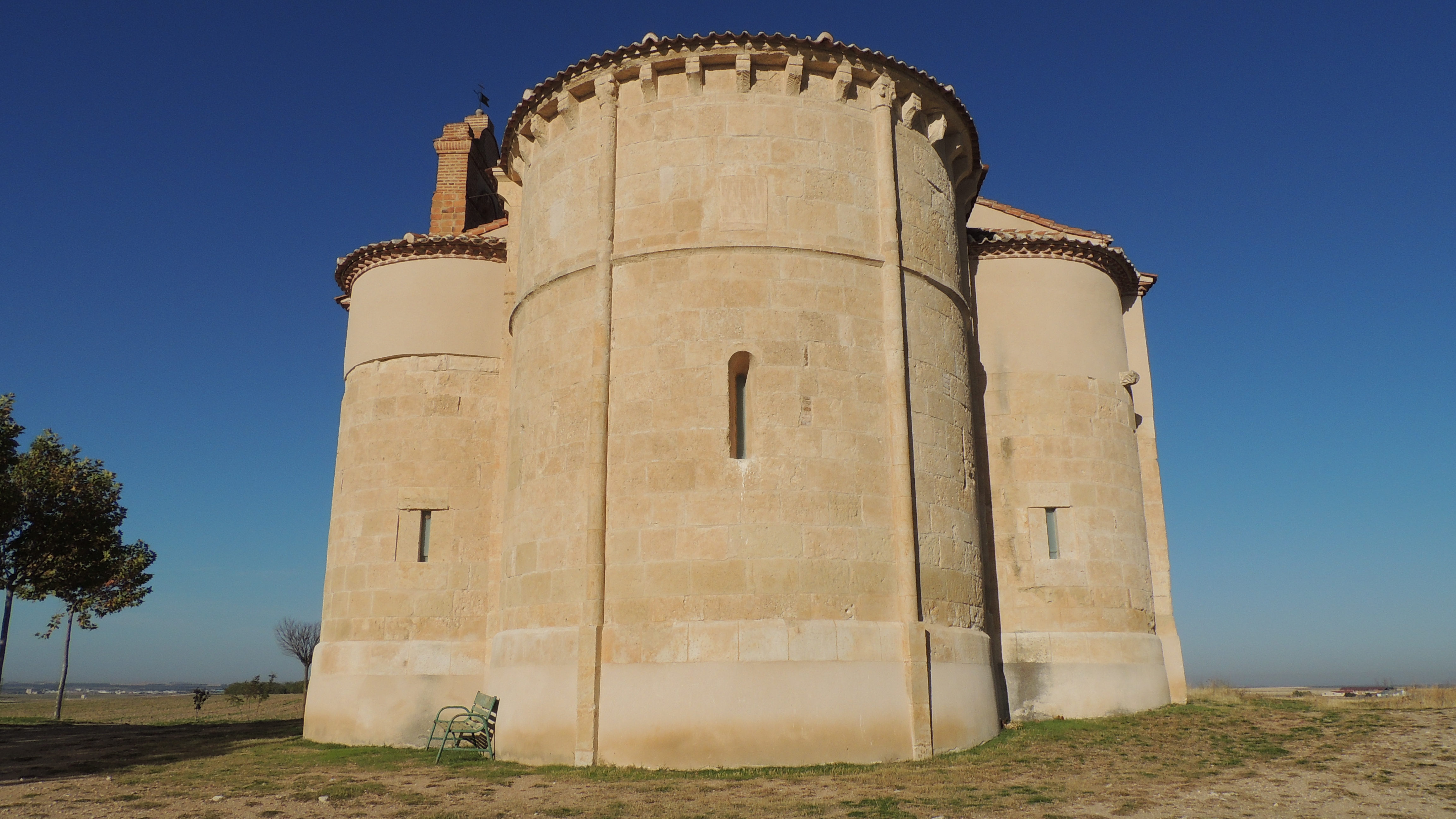
Christuskapelle

- Christuskapelle